# Рябки (Могилёвская область)
Рябки́ (бел. Рабкі) — деревня в составе Черневского сельсовета Дрибинского района Могилёвской области Белоруссии.

## История
Упоминается в 1643 году как деревня в Басейском войтовстве Шкловской волости в Оршанском повете Великого Княжества Литовского.

## Население
- 1999 год — 43 человека
- 2010 год — 12 человек